# Кадуйский краеведческий музей имени А. Г. Юкова
Кадуйский краеведческий музей имени А. Г. Юкова — муниципальное учреждение культуры «Кадуйский краеведческий музей имени А. Г. Юкова», который расположен в посёлке Кадуй Вологодской области. 

## История
Кадуйские краеведы датой начала создания музея считают 1958 год, когда учителя школы А. Г. Юков и М. И. Кознев отправились со старшеклассниками в поход по населённым пунктам района для сбора предметов деревенского быта, одновременно записывали истории мест, людей, легенды и предания старины и т.п. Музей стал формироваться из школьного исторического уголка, который был создан в 1959 году.
Благодаря активной позиции учителя А. Г. Юкова, 7 октября 1974 года историко-краеведческий музей Кадуйской средней школы № 1 был открыт. Он разместился в здании, где ранее проходили обучение начальные классы.
15 мая 1982 году музею было присвоено звание «школьный музей», а 1 апреля 1989 года историко-краеведческому музею при Кадуйской средней школе № 1 было определено почётное звание народный музей.
2 декабря 1993 года, после смерти А. Г. Юкова, в соответствии с постановлением Администрации района школьный музей получил статус районного музея и ему было присвоено имя Юкова Александра Григорьевича. Однако, на целых семь лет деятельность музея была приостановлена. После все фондовые коллекции перешли к правопреемнику, которым стало муниципальное учреждение культуры «Кадуйский районный краеведческий музей имени А.Г. Юкова».

## Строение и помещения музея
Музей был определён в здание по адресу: улица Советская, дом 16. Здесь в 1999-2000 годах проведён капитальный ремонт. 6 мая 2000 года музей принял первых посетителей. Сначала были созданы 2 экспозиции, посвящённые 55-летию Победы в Великой Отечественной войне, под общим названием «Боевая и трудовая слава кадуйчан в годы Великой Отечественной войны».
В настоящее время учреждение продолжает свою работу в двухэтажном особняке на улице Советская, который был построен в 1910 году рядом с железнодорожным вокзалом в исторической части посёлка Кадуя. Дом возведён купцом Косовым Глебом Ивановичем, который являлся владельцем мельницы на реке Ворон. Он занимался выпечкой хлеба, баранок, кренделей и размещал в своём доме чайную. В 1920-е годы дом экспроприировали и в нём разместился Кадуйский Райком ВКП(б). С 1960-х годов в этом строении размещались Кадуйский Поселковый Совет, районный ЗАГС, районный архив.
Учреждение культуры, музей, разместился на земельном участке площадью 0,23 га. Общая площадь 2-х этажного здания составляет 301,8 квадратных метров, в том числе под экскурсионно-выставочную площадь отведено 199,3 кв.м., под фондохранилище – 21,9 кв.м.

## Экспозиция
В первые годы, после размещения музея в доме на Советской, открывались постоянные экспозиции. Таких насчитывалось семь. Основные разделы: «Археология», «Православие и общество», «Годы военные», «Кадуй современный», «Круг жизни». Выделены комплексы – «Рождение», «Кут», «Ткачество», «Кузница». Здесь представлены уникальные для современной действительности экспонаты. 
Нижние залы Кадуйского музея посвящены жизни человека. Помещения выстроены как круг жизни – от колыбели до погребальных принадлежностей.
Музей активно проводит поисковую работу. Анализируются и изучаются архивные и исторические материалы по истории края и духовной жизни местного общества в XIX - XX  веках. О жизни и деятельности знатных земляков, о Кадуйском районе в годы ВОВ, о Сталинских репрессиях в 1920-30-е годы также ведётся сбор материалов. Предметы быта русской деревни XIX века – первой половины XX века, а также археологические находки размещены в экспозициях музея.
Коллектив музея проводит лекции и выездные экскурсии.